# Chapelle Saint-Pierre-aux-Liens d'Ancelle
La chapelle Saint-Pierre-aux-Liens est une chapelle du diocèse de Gap et d'Embrun située à Ancelle, dans les Hautes-Alpes.

## Histoire et architecture
L'édifice actuel porte la date 1803 sculptée sur le linteau de la porte.